# Crassostrea
Crassostrea són un gènere de mol·luscs del grup dels lamel·libranquis o bivalves, estretament emparentats amb les ostres. És àmpliament aprofitat per l'ésser humà com a aliment pel seu alt valor nutritiu i a causa de la facilitat amb què s'obté i els múltiples mètodes per aconseguir-ho, des de la captura a mà, fins a grans cultius ostrícolas.